# Аралбай, Толеубек Мухамеджанович
Толеубек Мухамеджанович Аралбай (Тулюбек Мухамеджанович Аралбаев, каз. Төлеубек Мұхамеджанұлы Аралбай; 16 марта 1950; Семипалатинск, Казахская ССР, СССР — 20 января 2022, Алма-Ата) — советский и казахский актёр, театральный режиссёр

, театральный педагог, заслуженный артист Республики Казахстан (1995). Награждён орденами «Парасат» и «Курмет».

## Биография
Родился в 1950 году в Семипалатинске.
В 1966 году[уточнить] окончил факультет драматической кинорежиссуры Алматинского государственного института киноматографии и театра.
С 1966 по 1976 год — актёр Семипалатинского областного музыкально-драматического театра.
С 1976 года до конца жизни — актёр и режиссёр-постановщик Казахского национального драматического театра имени Мухтара Ауэзова
В 1995 году окончил с отличием Национальную Академию Искусств им Т. Жургенова по профессии «Режиссер драмы и кино».
С 1993 года — преподаватель дисциплины «актерское мастерство» в Республиканском эстрадно — цирковом колледже им Ж. Елебекова.
С 2009 года — доцент факультета «театральное искусство» Казахская национальная академия искусств имени Т. К. Жургенова.

## Основные роли на сцене
Основные роли на сцене Казахский государственный академический театр драмы имени М. О. Ауэзова:
- Из казахской классики: Маман в комедии «Айман — Шолпан» М. Ауэзова (реж. А. Мамбетов, Е. Обаев), Долгов в «Абае» (реж. Е. Обаев), Жрец в «Енлик — Кебеке» (реж. Х. Амир-Темир), Жаменке в «Лихой године» М. Ауэзова (реж. А. Рахимов), Барак султан в спектакле «Ант» Т. Ахтанова (реж. А. Мамбетов), Амангелди в «Амангелди» Г. Мусрепова (реж. А. Ашимов), Бухар жырау в спектакле «Аблайхан» А. Кекилбаева (реж. Б. Атабаев), Абай в драме «Есть ли яд не испитый мной?» Иран — Гайыпа (реж. А. Ашимов), Естай в «Естай — Хорлан» (реж. Б. Атабаев), Чингисхан в «Последний океан Чингис хана» (автор и реж. Н. Абдыкадыров), Хайретдин в «Тоска и призрак» С. Балгабаева, Жакыпбек в «Светлой любви» С. Муканова (реж. А. Рахимов), Меирбек в драме «Не теряя надежды» (реж. Е. Обаев) и др.
- Из мировой классики и современной драматургии: Нуртаза в спектакле «Из грязи в князи» И. Саввина, Ж. Ташенова (реж. А. Мамбетов), журналист в комедии «Бунт невесток» С. Ахмада (перевод А. Сулейменов, реж. Р. Сейтметов), Эдип в спектакле «Король Эдип» Софокла (перевод Х. Ергалиев, реж. А. Мембетов), Октавий в «Юлий Цезаре» Шекспира (перевод А. Кекилбаев, реж. К. Жетписбаев), Кориолан в «Кориолане» (перевод. А. Кекилбаев, реж. А. Мамбетов), Клавдий в «Гамлете» (перевод Х. Ергалиев, реж. Ю. Ханинга — Бекназар), Хайгер в спектакле «Перед заходом солнца» Г. Гауптмана (перевод К. Ыскак, реж. Р. Андриасян), дьявол в спектакле «Каин — сын Адама» К. Ашира (реж. К. Ашир), Султанбек в мюзикле «Аршин мал алан» У. Гаджибекова (перевод К. Мухамеджанов, реж. Т.Әл-Тарази), Дервиш в «Грешнике» М. Керима (перевод А. Кекилбаев, реж. О. Кенебаев), Муаррон в «Кабала святош» Мольера (перевод А. Сулейменов, реж. В. Мажурин) и др.

## Фильмография
- 2024 — Кажымукан – чемпион мира / Қажымұқан / (фильм, Казахстан) — начальник НКВД[2]
- 2012 — Подружки (сериал, Казахстан) — отец Мадины и Айнур
- 2012 — Войско Мын Бала | Жаужүрек мың бала (Казахстан) — Рахимжан
- 2012 — Одноклассники (сериал, Казахстан) — папа Азата
- 2012 — Жас Улан (сериал, Казахстан)
- 2011 — Урановый тайфун (мини-сериал, Казахстан)
- 2011 — Сердце моё — Астана (киноальманах, новелла № 1 «Часы», Казахстан) — Булат
- 2011 — Ликвидатор (Казахстан) — тайный агент
- 2011 — Алдар Косе | Алдар Көсе (сериал, Казахстан) — Кади
- 2007 — Рэкетир (Казахстан) — отец Саяна
- 2002 — Молитва Лейлы | Ләйләнің зары (Казахстан)
- 2001—2003 — Саранча (сериал, Казахстан) — Алихан Валиханович
- 1996—2000 — Перекрёсток (сериал, Казахстан) — сообщник Георгия
- 1991 — Азиат (СССР) — Аманжол
- 1982 — Дыня (СССР) — пассажир-картёжник
- 1981 — Год дракона (СССР) — немой

## Награды и звания
- 1995 — Заслуженный артист Республики Казахстан
- 1998 — Медаль «Астана»
- 2006 — Орден Курмет
- 2016 — Медаль «25 лет независимости Республики Казахстан»
- 2017 — Орден Парасат[3]